# Maximum Balloon
Maximum Balloon est le nouveau projet musical de David Andrew Sitek, le producteur et multi-instrumentiste de TV on the Radio.

## Membres du groupe

### Membres permanents
Le groupe est composé de 5 musiciens principaux déjà célèbre sur la scène musical international:
- David Andrew Sitek, multi-instrumentiste des TV on the Radio ainsi que producteur d'artistes tel que TV on the Radio,Yeah Yeah Yeahs et Scarlett Johansson.
- Todd Simon, un trompettiste ayant collaboré avec des artistes comme Antibalas
- Stuart Bogie qui avait déjà travaillé avec David Sitek sur TV on the Radio ou Yeah Yeah Yeahs, c'est également un membre des Antibalas.
- Nate Morton, le batteur de The Bonnie Hunt Show.
- Ikey Owens, le claviériste de The Mars Volta.

### Apparitions
De nombreux duos ont déjà été annoncés par David Andrew Sitek lors d'une interview avec le magazine NME:
- Karen O, chanteuse des Yeah Yeah Yeahs
- Tunde Adebimpe, chanteur des TV on the Radio
- Kyp Malone, guitariste des TV on the Radio
- Yukimi Nagano, chanteuse des Little Dragon
- Holly Miranda, chanteuse solo et des The Jealous Girlfriend
- Theophilus London, chanteur solo de New Wave et Soul.
- Aku Orraca-Tetch, chanteur des Dragons of Zynth

## Discographie

### Albums
- Maximum Balloon, sorti le 24 aout 2010[2]